# Bahman
Bahman (farsi بهمن) è una città dello shahrestān di Abadeh, circoscrizione Centrale, nella provincia di Fars. Aveva, nel 2006, una popolazione di 6.484 abitanti. 